# Guy Spier
Guy Spier, född 4 februari 1966, är en investerare från Zürich. Han är författare till The Education of a Value Investor. Spier är förvaltare av Aquamarine Fund med 350 miljoner dollar i tillgångar. Han är känd för att ge Mohnish Pabrai 650 100 USD för en välgörenhetslunch med Warren Buffett 2008.  2009 presenterades han i The Checklist Manifesto av Atul Gawande angående hans användning av checklistor som en del av sin investeringsprocess. Han är bror till Tanya de Jager och sonson till Selmar Spier, en tysk-israelisk jurist, historiker, utrikeskorrespondent och bonde.

## Biografi och utbildning
Spier föddes 1966 i Pietermaritzburg, Sydafrika. När han var tre månader gammal flyttade hans familj till Tel Aviv, Israel, där han gick på dagis. 1970 flyttade hans familj till Iran, där han gick på British Embassy School i Teheran. 1977 flyttade hans familj igen till Richmond i Storbritannien och han gick på City of London Freemen's School, Ashtead, Surrey, som veckopensionär. 1984 skrev han in sig för att studera juridik vid Brasenose College, Oxford, där han blev mentor av Hugh Collins, Peter Birks och Mary Stokes, bland andra. Två år senare, 1986, gick han mot PPE-studier (politik, filosofi och ekonomi). Bland hans lärare var Peter Sinclair för ekonomi – där han då och då delade lektioner med David Cameron, som skulle bli premiärminister. Han studerade också politik med Vernon Bogdanor. Även om han var ganska medioker i politiken visade han sig vara en kompetent ekonom och belönades med en förstklassig examen, efter att även ha tilldelats Georg Webb Medley-priset för sina prestationer inom ekonomi.
Under sina college-somrar tog Spier också klasser vid Ruprecht Karl University of Heidelberg och Harvard Summer School. Han arbetade också på Creditanstalt i London.
1990 erbjöds Spier platser på både det gemensamma doktorandprogrammet i företagsekonomi och Harvard MBA-programmet. Han valde att göra MBA och 1993 avslutade han sin MBA. HBS samtida inkluderar Mark Pincus, Chris Hohn och Sherry Coutu.

## Karriär
Från 1988 till 1990 var Spier delägare i Braxton Associates, strategikonsultföretaget som senare såldes till Deloitte Consulting. Baserat på kontor i London och Paris, arbetade Spier med kollegorna David Pitt-Watson, Michael Liebreich och andra för att ge råd till brittiska och europeiska företag om deras strategi mot den europeiska gemensamma marknaden. Han genomförde sedan en praktikplats vid Europeiska kommissionens framtida enhet i Bryssel.
I sin bok skriver Spier att även om han intervjuade vita skoföretag som Goldman Sachs och JP Morgan under sitt sista år på Harvard Business School, vägrade han att arbeta för dessa företag för den mindre kända DH Blair. Där sökte han som vicepresident finansiering för nystartade teknikföretag. Spier beskrev senare denna upplevelse som "inte annorlunda" från filmen The Wolf of Wall Street. Det var ett karriärbeslut han snabbt ångrade.
Efter att ha lämnat investment banking etablerade Spier Aquamarine Fund, ett investeringspartnerskap som bygger på Warren Buffetts innovativa tillvägagångssätt på 1950-talet. Hittills är Spier fortfarande förvaltare av fonden, som hade 300 miljoner USD i tillgångar under förvaltning från juni 2021.[källa behövs]
Spier är fortfarande starkt engagerad i principerna för värdeinvesteringar och klok kapitalallokering, och följer den väg som Warren Buffett har slagit in. Men han erkänner också att den förändrade populariteten för detta tillvägagångssätt har lett till en allmän nedgång i möjligheter för investerare. Även om grunden för framgångsrika idéer består, frodas dagens värdeinvesterare genom att bredda sitt synfält och ibland utforska mindre belägna vägar. På senare tid har Spier samvetsgrant undvikit all form av aktivism, hävdar: "Mitt mål som investerare är att generera vinster för mina aktieägare, snarare än att skapa onödiga konflikter eller inta en hållning som en hämndlysten moralisk korsfarare."
Spier förespråkade ofta integritet och blygsamhet i ledningen av finansiella institutioner. År 2008 skrev han tillsammans med Peter Sinclair och Tom Skinner en artikel med titeln "Bonuses, Credit Rating Agencies, and the Credit Crisis", där han hävdade att kortsiktighet hade lett till felaktig prissättning av kreditbetygspremier och var en av orsakerna till finanskrisen 2008, vilket påverkade olika finansiella företag. Han förespråkade också starkt noll förvaltningsavgifter när det gäller professionell investeringsförvaltning. Spier argumenterade för att etablera Schweiz som ett centrum för investeringsexpertis och betonade att även om den schweiziska bioteknik-, hälso- och tekniksektorn är exceptionellt välutvecklade, har den schweiziska privatbanksektorn fortfarande framsteg att göra. Han uttryckte behovet av betydande framsteg inom denna specifika sektor.
År 2003, tillsammans med David Einhorn, Bill Ackman Tilson, blev Spier måltavla för utredningar av Eliot Spitzer, dåvarande New Yorks justitieminister, samt United States Securities and Exchange Commission angående Farmers blankning. Mac, MBIA och Allied Capital. Kollapsen av dessa företag under finanskrisen i slutet av 2000-talet motiverade deras korta avhandling och blev föremål för böcker av Ackman och Einhorn.
År 2014 redigerade Palgrave MacMillan boken "The Education of a Value Investor", som beskriver de tidiga utmaningarna i Guy Spiers karriär inom Wall Streets finansvärld och hans utveckling till en värdeinvesterare. Boken har varit mycket framgångsrik, med över 175 000 sålda exemplar på engelska och översättningar till spanska, tyska, japanska, koreanska, kinesiska, polska, hebreiska och vietnamesiska.
2016, Spier, med Phil Town och Matthew P. Peterson begärde framgångsrikt domare Sontchi vid Delawares konkursdomstol för  en formell kommitté av aktieägare i Horsehead Corporation som hade ansökt om konkurs tidigare samma år.
Under 2019, i en YouTube-intervju med ValueDACHs Tilman Versch, jämförde Spier konsten att plocka aktier med " berusade på barer » hänvisar också till Dan Bilzerian.
År 2020 var Guy Spier värd för en panel om "Framtiden för smarta investeringar" med deltagarna Niall Ferguson, Sandy Climan och Daniel Aegerter. Spier arrangerar årligen en investeringskonferens i Klosters, kallad "VALUEx". Bland deltagarna fanns Joe Chapman och Richard Reese, tidigare VD för Iron Mountain.
Spier är en och annan finanskommentator i media. 2022 såldes Glide Foundations sista välgörenhetslunch med Warren Buffett för $19 000 100, trettio gånger mer än vad Spier och Pabrai betalade.

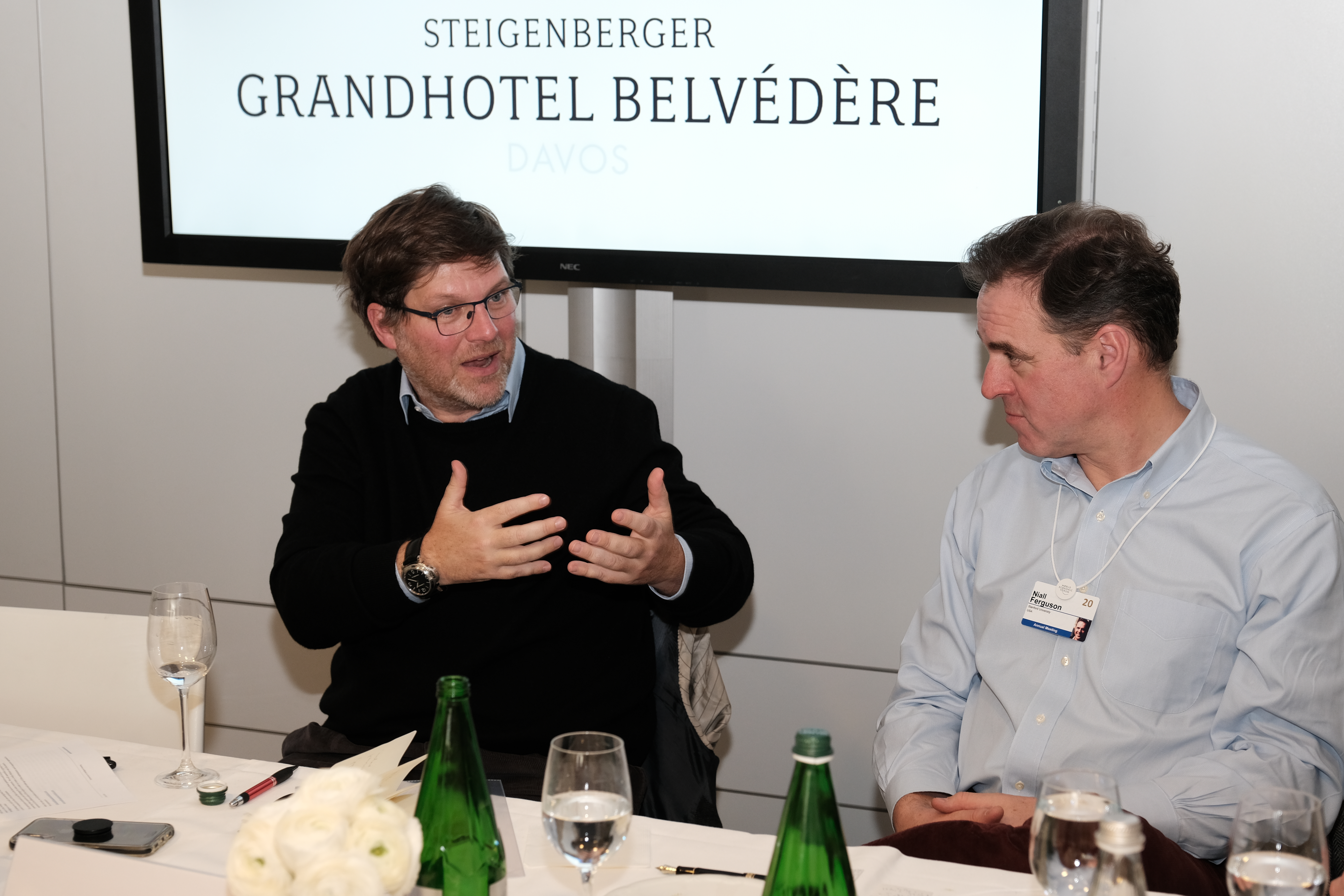
Guy Spier talar med Niall Ferguson på World Economic Forum

### Bidrag från ideella organisationer
1997 uttalade Spier sig i The Independent mot det ökande intrånget av paparazzi i det brittiska offentliga livet och skrev "...om en sådan regim hade varit på plats före förra helgen, alla tabloider som publicerade fotografier av prinsessan Diana och Dodi under deras sommarsemestern skulle ha varit nödvändig för att betala dem vinsten. Jag tror inte att det skulle krävas ett alltför fint lagligt sinne för att skilja mellan offentliga evenemang, såsom tal och sjukhusbesök, och privata evenemang, såsom en skidresa med ens barn eller en biltur med en vän. " 2002, när han skrev i Financial Times, ifrågasatte Spier administratörernas motiv. Hershey Trust Company för att sälja sin andel genom att fråga: "Varför skulle någon i sin rätt vilja byta ut en betydande andel. av Hershey, med dess utmärkta egenskaper, för en obetydlig andel av en blandning av amerikanska företag, förmodligen utvalda av en rådgivare som är bättre på att väljas ut än att generera investeringsresultat?".
2022 utmanade Spier Liz Truss och Kwasi Kwartengs ekonomiska politik. I en åsiktsartikel för Financial Times skrev han:
"Investerare som jag letar efter sådana jurisdiktioner och regioner, där det finns en regering som fattar intelligenta beslut och fördelar resurser på ett rationellt sätt.
Storbritannien var en gång ett sådant land. Men han avviker mer och mer från denna väg. Trots en välutbildad arbetskraft, gott om kapital och den mjuka infrastrukturen i ett utvecklat land, faller det ner i leden. ".
Spier talar regelbundet till studenter och andra publiker, inklusive MIT, Ivey School of Business, Harvard Business School och Google.
Från 2000 till 2005 var Spier president för Oxford Alumni Association of New York med nära stöd av Amanda Pullinger. Under hans och Pullingers ledning växte föreningen till över 5 000 medlemmar och var en pionjär när det, att föra en amerikansk inställning till alumnerelationer till ett brittiskt universitet Från 2007 till 2009 satt Spier i Dakshana Foundations rådgivande styrelse.
Spier har ofta framhållit Indien som en attraktiv investeringsdestination. I en intervju med Economic Times of India sa han : " Jag tror att Indien kommer att bli en spännande plats under de kommande 50 åren. ". 2011 grundade Spier VALUEx-konferensen i Klosters. 2017 gick Spier med i den nya styrelsen, of University of Oxford Han sitter också i styrelsen för UN Watch och i de rådgivande styrelserna för Horasis och World Minds. Han är också medlem i International Council of the Global Leadership Foundation, grundat av Nobels fredspristagare FW de Klerk.
Spier har varit allt mer i rampljuset i mer än ett decennium. 2010 var ett avsnitt av dokumentärserien "Legends & Leaders in Hedge Funds and Finance", regisserad av Matthias Knab, fokuserat på honom och hans investeringsstil. Webbplatsen Dataroma spårar portföljen av Guy Spier bland andra värdeorienterade superinvesterare genom att extrahera data från finansiella anmälningar.

## Privatliv
Spier bor i Zürich med sin fru Lory och tre barn – Eva, Isaac och Sarah. Han är släkt med bankfamiljerna Lazard, Speyer och Rothschild genom sin farfars mormor, Johanna Lazard. Han är tidigare bosatt i Tuxedo Park, New York, byn som byggdes av Pierre Lorillard i slutet av 1800-talet, där han bodde i Bruce Price Cottage. Han är medlem i Entrepreneurs' Organization, Young Presidents' Organization och Westminster Synagogue.

## Anteckningar och referenser
1. ↑  Spier, Guy (9 September 2014). The Education of a Value Investor. Palgrave MacMillan. ISBN 978-1137278814.
2. ↑  ”19215566”. viaf.org. https://viaf.org/viaf/19215566/.
3. ↑  . June 30, 2008. https://content.time.com/time/business/article/0,8599,1819293,00.html.
4. ↑  ”15 Genius Things I Learned at Lunch With Warren Buffett” (på amerikansk engelska). Yahoo Finance. 17 maj 2024. https://finance.yahoo.com/news/15-genius-things-learned-lunch-174526352.html. Läst 6 augusti 2024.
5. ↑  Trader, Dime (22 juni 2011). ”Book Review: 'The Checklist Manifesto: How to Get Things Right'” (på amerikansk engelska). Seeking Alpha. http://seekingalpha.com/article/276018-book-review-the-checklist-manifesto-how-to-get-things-right. Läst 6 augusti 2024.
6. ↑  ”Sea change of a renowned short seller” (på engelska). Australian Financial Review. 25 oktober 2020. https://www.afr.com/markets/equity-markets/sea-change-of-a-renowned-short-seller-20201025-p568b8. Läst 6 augusti 2024.
7. ↑  ”Lombard Odier, Oxford University and sustainable finance: The remarkable transformation of a discreet Swiss private bank” (på engelska). Financial Nigeria International Limited. https://www.financialnigeria.com/lombard-odier-oxford-university-and-sustainable-finance-the-remarkable-transformation-of-a-discreet-swiss-private-bank-sustainable-1364.html. Läst 6 augusti 2024.
8. ↑  Gross, Daniel (13 februari 2003). ”The Hedge-Fund Witch Hunt” (på amerikansk engelska). Slate. ISSN 1091-2339. https://slate.com/business/2003/02/eliot-spitzer-s-hedge-fund-witch-hunt.html. Läst 6 augusti 2024.
9. ↑  ”MBIA falls 13% after Moody's cuts rating Two-notch downgrade was more than some expected; Ambac cut to Aa”. MBIA falls 13% after Moody's cuts rating Two-notch downgrade was more than some expected; Ambac cut to Aa. MarketWatch. June 20, 2008. http://www.marketwatch.com/story/mbia-slumps-after-moodys-cuts-rating-by-two-notches.
10. ↑  Christine Richard. Confidence Game: How Hedge Fund Manager Bill Ackman Called Wall Street's Bluff. Arkiverad från originalet den 29 april 2017. https://web.archive.org/web/20170429085059/http://www.wiley.com/WileyCDA/WileyTitle/productCd-0470648279.html. Läst 2 november 2011.
11. ↑  Fooling Some of the People All of the Time:  A Long, Short Story, David Einhorn: http://www.wiley.com/WileyCDA/WileyTitle/productCd-0470073942.html Arkiverad 20 december 2016 hämtat från the Wayback Machine.
12. ↑  ”La educación de un inversor en valor – Value School” (på spanska). La educación de un inversor en valor – Value School. https://valueschool.es/producto/la-educacion-de-un-inversor-en-valor/.
13. ↑  Spier, Guy (2017-01-23) (på tyska). Die Lehr- und Wanderjahre eines Value-Investors. ISBN 978-3-89879-738-2. https://www.m-vg.de/finanzbuchverlag/shop/article/12802-die-lehr-und-wanderjahre-eines-value-investors/.
14. ↑  ”Pan;ウィザードブックシリーズ第230弾 勘違いエリートが真のバリュー投資家になるまでの物語”. www.panrolling.com. https://www.panrolling.com/books/wb/wb230.html.
15. ↑  ”iremedia.co.kr”. iremedia.co.kr. http://iremedia.co.kr/project/%EC%9B%8C%EB%9F%B0-%EB%B2%84%ED%95%8F%EA%B3%BC%EC%9D%98-%EC%A0%90%EC%8B%AC%EC%8B%9D%EC%82%AC-%EA%B0%80%EC%B9%98%ED%88%AC%EC%9E%90%EC%9E%90%EB%A1%9C-%EA%B1%B0%EB%93%AD%EB%82%98%EB%8B%A4%EB%B2%95-2-2/?ckattempt=1.
16. ↑  ”读书笔记之《华尔街之狼从良记》_巴菲特_斯皮尔_价值”. www.sohu.com. https://www.sohu.com/a/www.sohu.com/a/578779561_518137.[död länk]
17. ↑  SA, Helion (på polska). Moja droga do inwestownia w wartośc. https://onepress.pl/ksiazki/moja-droga-do-inwestownia-w-wartosc-guy-spier,e_5981.htm.
18. ↑  ”חינוכו של משקיע / גיא שפיר” (på hebreiska). כנרת זמורה. https://www.kinbooks.co.il/hinvkv-wl-mwqie-gia-wpir.html.
19. ↑  ”Lột Xác Để Trở Thành Nhà Đầu Tư Giá Trị – FinFin”. finfin.vn. https://finfin.vn/products/lot-xac-de-tro-thanh-nha-dau-tu-gia-tri.
20. ↑  Morgenson, Gretchen (26 augusti 2016). ”How Bankrupt Is Horsehead Holding? Its Investors Want to Know” (på amerikansk engelska). The New York Times. ISSN 0362-4331. https://www.nytimes.com/2016/08/28/business/how-bankrupt-is-horsehead-holding-its-investors-want-to-know.html. Läst 2 augusti 2024.
21. ↑  VitalyKatsenelson (2016-01-07). ”Guy Spier: What I Learned From The Value Investor” (på amerikansk engelska). www.valuewalk.com. https://www.valuewalk.com/2016/01/what-i-learned-from-value-investor-guy-spier/,%20https://www.valuewalk.com/2016/01/what-i-learned-from-value-investor-guy-spier/.[död länk]
22. ↑  ”MIT Management Sloan School Conference”. MIT Management Sloan School Conference. https://sloaninvestmentconference.org/guy-spier.
23. ↑   The Education of a Value Investor | Guy Spier | Talks at Google. https://www.youtube.com/watch?v=ifDCmRBElPY
24. ↑  . 6 June 2005.
25. ↑  . 29 June 2006.
26. ↑  Pabrai, Mohnish (April–May 2009). ”Dakshana Annual Report 2009”. dakshana.org. https://dakshana.org/wp-content/uploads/2017/09/AR12.pdf.
27. ↑  ”Home - VALUEx Klosters” (på amerikansk engelska). Home - VALUEx Klosters. https://www.valuex.ch/.
28. ↑  ”Swiss Friends opens for business – Development Office”. Swiss Friends opens for business – Development Office. University of Oxford. https://www.development.ox.ac.uk/news/swiss-friends-opens-for-business.
29. ↑  ”Our board " Swiss Friends of Oxford University”. Our board " Swiss Friends of Oxford University. https://oxfordfriends.ch/who-we-are/our-board/.
30. ↑  Knab, Matthias (2010). ”Legends & Leaders in Hedge Funds and Finance - Guy Spier (Documentary)”. Amazon Prime: Legends & Leaders in Hedge Funds and Finance - Guy Spier. https://www.amazon.com/-/en/Guy-Spier/dp/B072Z537JS.
31. ↑  ”DATAROMA Superinvestors Portfolio Holdings”. www.dataroma.com. https://www.dataroma.com/m/holdings.php?m=aq.
32. ↑  ”Descendents of Wolf Speyer Spier, Merzhausen”. Descendents of Wolf Speyer Spier, Merzhausen. Arkiverad från originalet den 27 september 2011. https://web.archive.org/web/20110927202454/http://www.alemannia-judaica.de/images/Images%20286/Nachkommen%20Spier%20Merzhausen.pdf. Läst 6 augusti 2024.